# بيت الغاوي (عمران)
بيت الغاوي هي إحدى قرى الجمهورية اليمنية. تتبع جغرافيا لمحافظة عمران وإداريًا لمديرية خمر. يبلغ تعداد سكانها 894 نسمة حسب الإحصاء الذي أجري عام 2004.